# Glycosmis chlorosperma
Glycosmis chlorosperma är en vinruteväxtart som först beskrevs av Bi., och fick sitt nu gällande namn av Spreng.. Glycosmis chlorosperma ingår i släktet Glycosmis och familjen vinruteväxter.

## Underarter
Arten delas in i följande underarter:
- G. c. angustifolia
- G. c. bidiensis
- G. c. elmeri
- G. c. lindleyana
- G. c. macrorachis
- G. c. paraphyllophora